# كارد كابتور ساكورا: بطاقات كلير
كارد كابتور ساكورا: بطاقات كلير (باليابانية: カードキャプターさくら クリアカード編، بالروماجي: Kādokyaputā Sakura Kuria Kādo-hen) هي سلسلة مانغا شوجو يابانية من تأليف ورسوم كلامب، وهي تكملة لمانغا كارد كابتور ساكورا، نشرت في يوليو 2016 من قبل كودانشا في مجلة ناكايوشي، وتكونت من 5 مجلدات. أنتجت إلى أنمي تلفزيوني من قبل استوديو مادهاوس، عرض الأنمي في 7 يناير عام 2018 حتى 10 يونيو عام 2018، وتكون 22 حلقة.

## القصة
تدور أحداث القصة عن ساكورا كينوموتو التي بدأت بالمدرسة الثانوية مع صديقاتها، بما في ذلك شاوران، الذي كان قد عاد لتوه إلى تومويدا.

## وصلات خارجية
- الموقع الرسمي (باليابانية)

كارد كابتور ساكورا: بطاقات كلير على موقع ANN manga (الإنجليزية)